# Jakob Miller (Theologe)
Jakob Miller (auch Jacob Myller oder Müller; * 1550 in Kißlegg, Allgäu; † 1. Dezember 1597 in Regensburg) war ein katholischer Reformtheologe, Dompropst und Bistumsadministrator in Regensburg.

## Leben
Jakob Miller studierte am Germanicum in Rom und wurde 1578 Domprediger in Konstanz, anschließend bis zu seiner Absetzung 1585 Visitator des Bistums Konstanz. Ab 1586 ist er als Verweser in spiritualibus für das Bistum Regensburg tätig. In Regensburg erreichte Miller die Einrichtung eines Jesuitenkollegs, verfasste neue Diözesankonstitutionen und setzte sich für die Ergebnisse des Konzils von Trient im Bistum ein. Zum ersten infulierten Dompropst von Regensburg wurde er 1592 ernannt.
„Der Kanoniker Miller war die Speerspitze der tridentinisch gesinnten Partei im Regensburger Domkapitel und so von großer Bedeutung für den ebenfalls stark dem Tridentinum verpflichteten Regensburger Bischof Philipp von Bayern, einem Sohn von Wilhelm V. … Miller war sicherlich von großer Bedeutung für den Bischof, da die Stadt damals fast vollständig in der Hand der Lutheraner war.“ Neutraler und sachlich richtiger ausgedrückt ist gemeint: Miller war sicherlich sehr wichtig für den jungen und unerfahrenen Bischof, da die Stadt Regensburg seit Einführung der Reformation protestantisch regiert wurde und die Einrichtung eines Jesuitenkollegs vergeblich zu verhindern suchte.
Millers umfangreiches literarisches Werk umfasst unter anderem eine Schrift über die Ausstattung der Kirchen, das er auf Deutsch und Latein verfasste.

## Werke
- Ornatus ecclesiasticus: hoc est: compendium praecipuarum rerum, quibus quaevis rite decenterque compositae exornari … Verlag Berg, München 1591.